# Parafia św. Wawrzyńca w Wodzisławiu Śląskim
Parafia Świętego Wawrzyńca – parafia rzymskokatolicka znajdująca się w Wodzisławiu Śląskim, w dzielnicy Wilchwy. Erygowana 2 marca 2014 r.
Mieszcząca się przy ul. św. Wawrzyńca (przed dekomunizacją Armii Ludowej) kaplica pw. św. Wawrzyńca wybudowana na cześć patrona miasta została poświęcona w 2010 r. przez arcybiskupa Damiana Zimonia. Do czasu powołania parafii duszpasterstwo przy kaplicy prowadzili księża z parafii pw. Matki Boskiej Częstochowskiej w Wodzisławiu Śląskim - Wilchwach. Obecnie jest budowany kościół pw. św. Wawrzyńca.

## Grupy parafialne
Na terenie parafii działa kilka grup parafialnych:
- Grupa Pielgrzymkowa,
- Domowy Kościół,
- Chór parafialny.